# Michael Bock (Radsportler)
Michael Bock (* 16. Oktober 1967 in Berlin) ist ein ehemaliger deutscher Radrennfahrer und nationaler Meister im Radsport.

## Sportliche Laufbahn
Bock war im Bahnradsport in der DDR und in der Bundesrepublik aktiv. Er begann 1977 mit dem Radsport in der BSG Post Berlin. 1980 wurde er zum TSC Berlin delegiert. Bei den UCI-Bahn-Weltmeisterschaften der Junioren 1985 gewann er mit Steffen Blochwitz, Uwe Preißler und Thomas Liese die Goldmedaille in der Mannschaftsverfolgung. Im Europa-Cup 1986 gewann er die Mannschaftsverfolgung mit dem Bahnvierer der DDR.
1989 siegte er in der nationalen Meisterschaft auf der Winterbahn der Werner-Seelenbinder-Halle in Berlin in der Mannschaftsverfolgung mit René Richter, Cedric Güthe und Erik Zabel. 1990 wurde er mit dem Vierer des TSC Zweiter, 1988 war er Dritter. 1992 gewann er mit dem Vierer des LV Berlin die nationale Meisterschaft in der Mannschaftsverfolgung mit Stefan Steinweg, Guido Fulst und Jan Norden.